# Brilharei
Brilharei é o primeiro álbum de Thiago Godoi lançado em 2011, pela gravadora Independente.

## Faixas
1. Vou Amar
2. Emanuel
3. Deus de Milagres
4. Sou Livre
5. Me conquistou
6. Brilharei
7. Não Vou Desistir
8. Ouve
9. Bônus Track - Favor de Deus